# 陳文譽
陳文譽（1486年—？），字德卿，浙江寧波府慈溪縣人，民籍，明朝政治人物。

## 生平
正德十四年（1519年）己卯科浙江鄉試第七名舉人，嘉靖二年（1523年）中式癸未科會試第二百四十名，二甲第四十四名進士。授刑部主事，历升郎中，奉命往江西恤刑。出任直隸镇江府知府，在任五年，嘉靖十七年（1538年）正月以拾遗去职。

## 家族
曾祖陈壑；祖父陈铭，州判官；父陈瓘。母王氏，生母彭氏。具庆下。
行八十七，兄陳文講。